# Válka v nebi
Válka v nebi byla událost podle Knihy Zjevení Svatého Jana mezi anděly vedené archandělem Michaelem či také Ježíšem Kristem a rebelujícími anděly vedenými ohnivě rudým drakem (Luciferem či Satanem).

## Popis bitvy
A strhla se bitva na nebi, Michael a jeho andělé se utkali s drakem, drak a jeho andělé bojovali, ale nezvítězili a nebylo již pro ně místa v nebi, a veliký drak, ten dávný had zvaný ďábel a satan, ten který sváděl celý ten svět, byl svržen na zem a jeho andělé byli svrženi s ním.
Toto líčení se vztahuje k první válce mezi Michaelem a Satanem či Luciferem, kdy Satan a jeho andělé byli pro svoji pýchu potrestáni a vyhnáni z nebe na zem do temné propasti (pekla) jako trest za hřích pýchy a vzpoury proti Bohu. Michael je v této válce potom oslavován jako bojovník proti silám zla a zároveň věznitel Satana na tisíc let do pekla.
A viděl jsem anděla, jak sestupuje z nebe s klíčem od propasti a velkým řetězem v ruce. A zmocnil se draka, dávného hada, který je Ďábel a Satan, a spoutal ho na tisíc let. A uvrhl ho do propasti a zavřel a zapečetil nad ním, aby již nezaváděl na scestí národy, dokud neskončí tisíc let. Potom musí být na malou chvíli uvolněn.

## Galerie

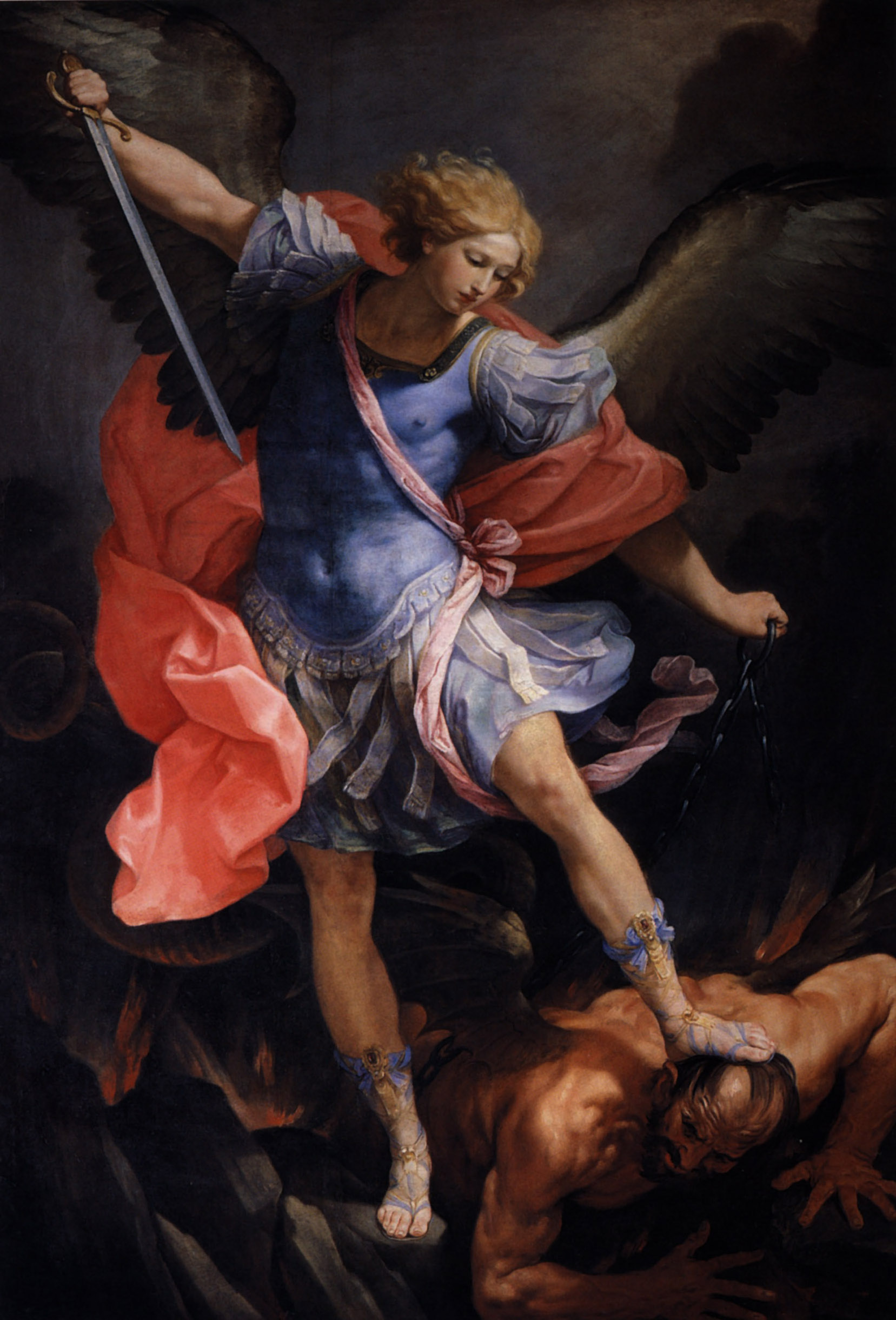
Archanděl Michael poráží a uvězňuje Satana do pekelné propasti s dlouhým řetězem

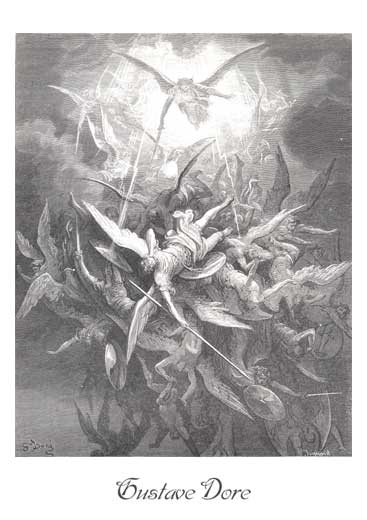
Gustav Dóré : Archanděl Michael zahání padlé anděly do propastí pekelných.

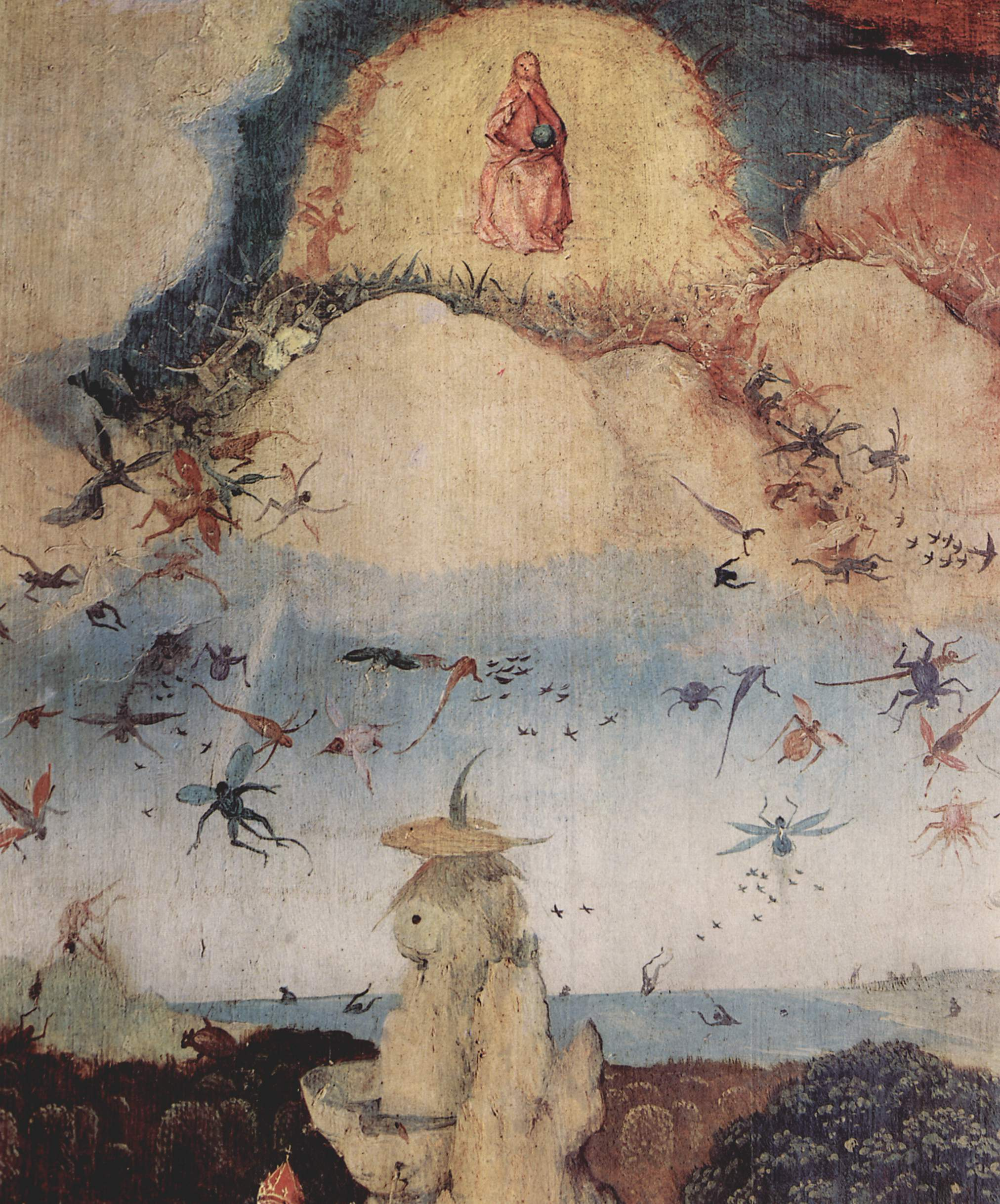
Hieronymus Bosch : Pád rebelujících andělů, když jsou andělé vyhnáni z nebe, stávají se démony.